# Milwaukee Bucks 1975-1976
La stagione 1975-76 dei Milwaukee Bucks fu l'8ª nella NBA per la franchigia.
I Milwaukee Bucks vinsero la Midwest Division della Western Conference con un record di 38-44. Nei play-off persero al primo turno con i Detroit Pistons (2-1).

## Roster
| N°    | Naz.                   | Ruolo | Sportivo         | Anno | Alt. | Peso |
| ----- | ---------------------- | ----- | ---------------- | ---- | ---- | ---- |
| 2     | Stati Uniti (bandiera) | GA    | Junior Bridgeman | 1953 | 196  | 95   |
| 3     | Stati Uniti (bandiera) | C     | Elmore Smith     | 1949 | 213  | 113  |
| 10    | Stati Uniti (bandiera) | GA    | Bob Dandridge    | 1947 | 198  | 88   |
| 14    | Stati Uniti (bandiera) | GA    | Jon McGlocklin   | 1943 | 196  | 93   |
| 15    | Stati Uniti (bandiera) | G     | Jim Price        | 1949 | 191  | 88   |
| 18    | Stati Uniti (bandiera) | AC    | Kevin Restani    | 1951 | 206  | 102  |
| 20    | Stati Uniti (bandiera) | A     | Mickey Davis     | 1950 | 201  | 88   |
| 21    | Stati Uniti (bandiera) | AC    | Dave Meyers      | 1953 | 203  | 98   |
| 25    | Stati Uniti (bandiera) | G     | Gary Brokaw      | 1954 | 193  | 81   |
| 31-35 | Stati Uniti (bandiera) | AC    | Jim Fox          | 1943 | 208  | 104  |
| 32    | Stati Uniti (bandiera) | GA    | Brian Winters    | 1952 | 193  | 84   |
| 34    | Stati Uniti (bandiera) | A     | Clyde Mayes      | 1953 | 203  | 102  |

## Staff tecnico
- Allenatore: Larry Costello
- Vice-allenatore: Jack McKinney